# Casa de Sullivan y Richie Jean Jackson
La Casa de Sullivan y Richie Jean Jackson es una residencia histórica ubicada en el 416 de la avenida Lapsley en Selma, Alabama, Estados Unidos.

## Historia y descripción
Es un bungaló de un piso con estructura de madera que fue construido en 1906 y remodelado alrededor de 1960. Tiene un revestimiento de tablas anchas y un techo piramidal de metal, y está construido sobre una base de ladrillo y hormigón. La casa fue incluida en el Registro Nacional de Lugares Históricos en 2014.